# Place de l'Hôtel-de-Ville
Place de l'Hôtel-de-Ville o Place de l'Hôtel-de-Ville - Esplanade de la Libération è una piazza situata nel IV arrondissement di Parigi, chiamata Place de Grève fino al 1803.

## Storia
Per molti anni, è stata una delle principali piazze di ritrovo dei cittadini disoccupati; sotto questa circostanza, oggi viene talvolta utilizzata come luogo d'incontro per le varie manifestazioni e scioperi: ancora oggi l'equivalente francese della locuzione "fare sciopero" è "se mettre en grève".
 
Tuttavia, è ancora oggi meglio ricordata come una piazza dove avvenivano le esecuzioni pubbliche dei condannati, fra cui le esecuzioni degli attentatori François Ravaillac e Robert François Damiens, del malavitoso Guy Eder de La Fontenelle e dell'eretica Marguerite Porete, questa nel 1310.
 Nelle parole di Victor Hugo, nel romanzo Notre-Dame de Paris, lo "sciopero" (gréve) è stato "il simbolo del vecchio regime medievale: brutale, corrotto ed inadeguato".
Nel 1243, Luigi IX di Francia ordinò di bruciare sulla piazza 24 manoscritti di Talmud.